# Rugby Americas North M19 2016
El Rugby Americas North M19 del 2016 fue la 11° edición del torneo de rugby juvenil de la confederación norteamericana.
Se disputó en Estados Unidos.

## Equipos participantes
- Selección juvenil de rugby de Bahamas
- Selección juvenil de rugby de Bermudas
- Selección juvenil de rugby de Guyana
- Selección juvenil de rugby de Islas Caimán
- Selección juvenil de rugby de Islas Turcas y Caicos
- Selección juvenil de rugby de Jamaica
- Selección juvenil de rugby de México
- Selección juvenil de rugby de Trinidad y Tobago
- USA South

## Posiciones

### Grupo A
| Pos. | Equipo                | Encuentros | Encuentros | Encuentros | Encuentros | Tantos  | Tantos    | Tantos     | Puntos |
| Pos. | Equipo                | jugados    | ganados    | empatados  | perdidos   | a favor | en contra | diferencia | Puntos |
| ---- | --------------------- | ---------- | ---------- | ---------- | ---------- | ------- | --------- | ---------- | ------ |
| 1    | México                | 2          | 2          | 0          | 0          | 105     | 10        | + 95       | 10     |
| 2    | Islas Caimán          | 2          | 1          | 0          | 1          | 55      | 38        | - 17       | 5      |
| 3    | Islas Turcas y Caicos | 2          | 0          | 0          | 2          | 12      | 124       | - 112      | 0      |

Nota: Se otorgan 4 puntos al equipo que gane un partido y 2 al que empate
Puntos Bonus: 1 punto por convertir 4 tries o más en un partido y 1 al equipo que pierda por no más de 7 tantos de diferencia
|  | Finalista |

| 9 de julio | México | 79 - 0 | Islas Turcas y Caicos |  |  |

| 11 de julio | Islas Caimán | 45 - 12 | Islas Turcas y Caicos |  |  |

| 13 de julio | México | 26 - 10 | Islas Caimán |  |  |

### Grupo B
| Pos. | Equipo            | Encuentros | Encuentros | Encuentros | Encuentros | Tantos  | Tantos    | Tantos     | Puntos |
| Pos. | Equipo            | jugados    | ganados    | empatados  | perdidos   | a favor | en contra | diferencia | Puntos |
| ---- | ----------------- | ---------- | ---------- | ---------- | ---------- | ------- | --------- | ---------- | ------ |
| 1    | USA South         | 2          | 2          | 0          | 0          | 65      | 23        | + 42       | 10     |
| 2    | Trinidad y Tobago | 2          | 1          | 0          | 1          | 71      | 41        | + 30       | 6      |
| 3    | Bermudas          | 2          | 0          | 0          | 2          | 17      | 89        | - 72       | 0      |

Nota: Se otorgan 4 puntos al equipo que gane un partido y 2 al que empate
Puntos Bonus: 1 punto por convertir 4 tries o más en un partido y 1 al equipo que pierda por no más de 7 tantos de diferencia
|  | Finalista |

| 9 de julio | USA South | 41 - 0 | Bermudas |  |  |

| 11 de julio | Trinidad y Tobago | 48 - 17 | Bermudas |  |  |

| 13 de julio | USA South | 24 - 23 | Trinidad y Tobago |  |  |

### Trophy
| Pos. | Equipo  | Encuentros | Encuentros | Encuentros | Encuentros | Tantos  | Tantos    | Tantos     | Puntos |
| Pos. | Equipo  | jugados    | ganados    | empatados  | perdidos   | a favor | en contra | diferencia | Puntos |
| ---- | ------- | ---------- | ---------- | ---------- | ---------- | ------- | --------- | ---------- | ------ |
| 1    | Jamaica | 2          | 2          | 0          | 0          | 41      | 19        | + 22       | 9      |
| 2    | Bahamas | 2          | 1          | 0          | 1          | 43      | 48        | - 5        | 6      |
| 3    | Guyana  | 2          | 0          | 0          | 2          | 40      | 57        | - 17       | 1      |

Nota: Se otorgan 4 puntos al equipo que gane un partido y 2 al que empate
Puntos Bonus: 1 punto por convertir 4 tries o más en un partido y 1 al equipo que pierda por no más de 7 tantos de diferencia
|  | Definición del 7° puesto |

| 10 de julio | Jamaica | 24 - 9 | Guyana |  |  |

| 12 de julio | Jamaica | 17 - 10 | Bahamas |  |  |

| 14 de julio | Bahamas | 33 - 31 | Guyana |  |  |

### Definición 7° puesto
| 16 de julio | Jamaica | 50 - 0 | Bahamas |  |  |

### Definición 5° puesto
| 16 de julio | Bermudas | 20 - 7 | Islas Turcas y Caicos |  |  |

### Definición 3° puesto
| 16 de julio | Trinidad y Tobago | 60 - 6 | Islas Caimán |  |  |

### Final
| 16 de julio | México | 10 - 25 | USA South |  |  |

| Bandera de Estados Unidos |
| Campeón USA South         |
| Primer título             |